# Suck on This
Suck on This ist ein Livealbum der Band Primus. Es erschien 1989 bei Prawn Song Records.

## Hintergrund
Das Album wurde am 25. Februar und am 5. März 1989 live im Berkeley Square, Berkeley, Kalifornien aufgenommen. Es erschien im November 1989 zunächst auf dem Les Claypool gehörenden Musiklabel Prawn Song Records. 1990 wurde das Album an Caroline Records und 1991 an Interscope Records lizenziert.
Alle Titel wurden letztendlich als Studio-Aufnahmen veröffentlicht: Tommy the Cat 1991 auf Sailing the Seas of Cheese, Pressman 1993 auf Pork Soda, Jellikit 1994 auf dem Soundtrack zum Film Airheads als Bastardizing Jellikit, und The Heckler 1999 als Hidden Track auf Antipop. Alle anderen Titel wurden 1990 auf dem ersten Studio-Album der Band, Frizzle Fry, veröffentlicht.

## Titel
Texte: Les Claypool, Musik: Primus, außer: Gitarren auf allen Titeln bis auf The Heckler und Pressman geschrieben von Todd Huth.
| Nr.          | Titel               | Länge |
| ------------ | ------------------- | ----- |
| 1.           | John the Fisherman  | 3:53  |
| 2.           | Groundhog's Day     | 4:53  |
| 3.           | The Heckler         | 3:35  |
| 4.           | Pressman            | 5:01  |
| 5.           | Jellikit            | 3:59  |
| 6.           | Tommy the Cat       | 5:27  |
| 7.           | Pudding Time        | 4:20  |
| 8.           | Harold of the Rocks | 6:18  |
| 9.           | Frizzle Fry         | 5:45  |
| Gesamtlänge: | Gesamtlänge:        | 41:11 |

## Besetzung

### Primus
- Les Claypool – Bass, Gesang
- Larry LaLonde – E-Gitarre
- Tim Alexander („Herb“) – Schlagzeug

## Rezeption
Siggy Zielinsky von den Babyblauen Seiten gibt dem Album eine Wertung von 11/15: „Am zutreffendsten würde man diese Musik wohl als nihilistischen Funk-Metal beschreiben. Das alles natürlich von der neurotischen Micky Mouse-Stimme und den flinken, funkigen Basskünsten eines Les Claypool dominiert. Dazu gibt es eine Fripp-beeinflußte, frickelnde Gitarre und einen genialen Schlagzeuger. Nicht empfehlenswert für Leute, die ausschließlich melodische Songstrukturen gelten lassen. Power pur und schräg !“